# Taeniotes peruanus
Taeniotes peruanus là một loài bọ cánh cứng trong họ Cerambycidae.